# Euchloron
Euchloron é um gênero de mariposa pertencente à família Bombycidae.